# Gnome Jabber
Gnome Jabber was een opensource-chatprogramma dat het protocol XMPP voor instant messaging gebruikt. De client is geschreven voor GNOME en er is ook een bètaversie voor Windows.
Martyn Russell kondigde op 28 oktober 2005 aan dat hij stopte met het project en in plaats daarvan ging helpen met Gossip. Omdat Gnome Jabber een eenmansproject was, is het project dan ook dood.